# Centro Cultural Chimkowe
Chimkowe o Centro Cultural y Deportivo Chimkowe, es un edificio ubicado en la comuna de Peñalolén, en el sector sur oriente de Santiago de Chile. Es administrado por la Corporación Cultural de Peñalolén. El nombre Chimkowe deriba del concepto de la lengua Mapudungún que significa "lugar de encuentro".

## Descripción
Emplazado a un costado del edificio municipal, el Centro Cultural y Deportivo Chimkowe está diseñado para actividades de gran convocatoria. Tiene capacidad para 2000 personas y está equipado para eventos culturales masivos, como también para eventos de menor escala, como talleres, cursos, montajes, muestras, exposiciones, seminarios, conferencias, entre otros. 
El edificio tiene una superficie total de 6000 m², con la altura de un edificio de 6 pisos, lo que lo coloca en el segundo edificio más alto de Peñalolén, tras el Hospital Doctor Luis Tisné; el recinto además además cuenta con 2500 m2 de áreas verdes.
El recinto cuenta con una nave central con 1278 plazas en graderías fijas, 500 plazas en graderías móviles, 1500 sillas en el área de cancha para espectáculos masivos, cancha deportiva apta para uso como multicancha oficial o 2 canchas de práctica y estructura tratada acústicamente. 
El auditorio cuenta con 117 butacas, escenario, telón de muro a muro y proyector. Además, en el Chimkowe existen tres salas de talleres que pueden subdividirse y un espacio muntifuncional. 
El gimnasio, en tanto, tiene un área para práctica de deportes, con suelo hecho sobre la base de resinas epóxicas. La Galería de Exposiciones se compone de un corredor de acceso apto para el montaje de muestras artísticas.

### Síntesis del programa arquitectónico
- 1 nave central con capacidad para 4.500 personas
- 1 auditorio para artes escénicas
- 3 salones multiuso para ensayos[6]

## Historia
En el año 2007, el alcalde de Peñalolén Claudio Orrego Larraín propuso crear un centro de eventos culturales y deportivos para la comuna. Mediante concurso público comenzó a gestarse y materializarse la construcción del centro de eventos. Se adjudicó la obra a los despachos de arquitectura, Gubbins Arquitectos y Nicolás Loi Arquitectos Asociados, dando inicio a la construcción de este proyecto el año 2007.
Su construcción es de hormigón, vidrio y metales, combinando una arquitectura moderna e imponente en el centro cívico de la comuna. Con un total de 6450m2, Chimkowe cuenta con múltiples espacios y salones, considerándose como un centro multistage, donde es posible realizar desde recitales y conciertos masivos hasta charlas, conferencias y talleres.
El edificio Chimkowe fue terminado el 24 de septiembre de 2008, dando paso a su inauguración oficial el día 26 de septiembre del mismo año.

### Financiación
La construcción total del edificio tuvo un costo de 2 mil millones de pesos o 19 uf/m² (US$ 798/m²). Este presupuesto provino del Fondo Nacional de Desarrollo Regional de la Intendencia Metropolitana.

## Administración
La Corporación Cultural de Peñalolén es una entidad jurídica de derecho privado sin fines de lucro con personería jurídica otorgada por el Ministerio de Justicia, creada el 22 de junio de 1993 según Decreto Supremo con personalidad Jurídica N.º 675.
Está compuesta por socios quienes se constituyen en asamblea general anualmente y cada dos años eligen un Directorio responsable de generar las políticas de la institución por el periodo de su mandato.
El Centro Chimkowe es un espacio de la Corporación para fomentar la creación, la formación y el desarrollo del potencial artístico de la comuna.

### Autoridades y actividades
La Corporación Cultural de Peñalolén está conformada por un Directorio que vela por el normal funcionamiento financiero, administrativo y programático de la Corporación:
| Representante                     | Cargo                             |
| --------------------------------- | --------------------------------- |
| Carolina Leitao Álvarez-Salamanca | Presidenta del Directorio         |
| Mónica Muñoz                      | Raíces de Chile y México          |
| Viviana Castro                    | Asociación Empresarios Turísticos |
| Mónica Alegría                    | Profesora Teoría y Solfeo         |
| David Saavedra                    | Director Orquesta Juvenil         |

La dirección ejecutiva de la Corporación Cultural, Gladys Sandoval Campos, quien tiene a su cargo las funciones de las áreas de: Talleres Culturales, Proyectos, Folclore, Turismo y Patrimonio, Barrios, Educación, Galería de Arte, Producción y Gestión Cultural.

## Deportes y Cultura
El gimnasio Chimkowe es sede de eventos de relevancia nacional e internacional, tales como:
- 2008, I Festival de Cine Urbano de Peñalolén
- 2011, X Campeonato Sudamericano de Gimnasia Artística, con destacada participación del atleta Tomás González.[17][18]
- 2013, XII Campeonato Sudamericano de Gimnasia Artística
- 2014, X Juegos Suramericanos, como sede de Futsal
- 2016, Cumbre Internacional de Cultura de Mercociudades[19]
- 2023, XIX Juegos Panamericanos y Parapanamericanos, como sede para las competencias de Halterofilia, Break Dance y Para-Powerlifting.[20][21][22][23]